# Tazzjana Schyntar
Tazzjana Schyntar (belarussisch Таццяна Шынтар, englisch Tatsiana Shyntar; * 17. Mai 1983 in Nawahradak) ist eine belarussische Biathletin.

## Karriere
Tazzjana Schyntar ist Sportlehrerin. Sie lebt und trainiert in ihrer Geburtsstadt Nawahradak. Dort startet sie für den Armeesportklub ZSKA und wird dort von den Trainern Kunkevich und Sokolovsky betreut. Ihre erste internationale Meisterschaft lief die Belarussin bei den Biathlon-Juniorenweltmeisterschaften 2002 in Ridnaun, wo sie 40. des Einzels, 23. des Sprints, 24. der Verfolgung und Fünfte mit der Staffel wurde. Kurz darauf nahm sie auch an den Juniorenrennen der Biathlon-Europameisterschaften 2002 in Kontiolahti teil und wurde 17. des Einzels, 25. des Sprints und 26. der Verfolgung. Im Staffelrennen gewann sie mit Ljudmila Ananka und Ljudmila Kalintschyk hinter den Vertretungen aus Deutschland und Russland die Bronzemedaille. Auch 2003 startete Schyntar wieder bei den Juniorenweltmeisterschaften in Kościelisko und den Juniorenrennen der Europameisterschaften in Forni Avoltri. In Polen erreichte sie die Ränge 12 im Einzel, 36 im Sprint, 26 in der Verfolgung und fünf mit der Staffel, in Italien wurde sie 17. des Sprints, Zehnte der Verfolgung und verpasste als Viertplatzierte des Einzels nur um einen Rang gegen Delphine Peretto eine Medaille. Im weiteren Jahresverlauf nahm Schyntar auch an den Juniorenrennen der Sommerbiathlon-Weltmeisterschaften 2003 in Forni Avoltri teil und wurde 23. des Sprints, 13. der Verfolgung, 17. des Massenstarts und Fünfte mit der Staffel von Belarus. An allen drei Wettbewerben nahm sie auch 2004 teil. Bei den Juniorenweltmeisterschaften in der Haute-Maurienne erreichte sie erneut die Ergebnisregionen wie bei ihren ersten Teilnahmen und wurde 31. des Einzels, 19. des Sprints, 25. der Verfolgung und Staffel-Zehnte. Bei den Europameisterschaften in Minsk platzierte sie sich auf einem guten achten Platz im Einzel und verpasste als Viertplatzierte mit der Staffel wiederum eine Medaille. Letzte Meisterschaft bei den Junioren wurden die Sommerbiathlon-Weltmeisterschaften 2004 in Osrblie. Schyntar kam in Sprint, Verfolgung und Massenstart zum Einsatz und gewann alle drei Titel.
2004 startete Schyntar bei einem Staffelrennen erstmals im Biathlon-Europacup der Frauen und wurde Fünfte. Ab der Saison 2004/05 startete sie regelmäßig im Weltcup und dem späteren IBU-Cup. In Garmisch-Partenkirchen kam sie als Zehnte eines Einzels in ihrer ersten Saison erstmals unter die besten Zehn. 2006 schaffte sie in Ridnaun mit Kalintschyk, Sikunkowa und Ananka einen dritten Platz im Staffelrennen. Erste internationale Meisterschaft bei den Frauen wurden die Biathlon-Europameisterschaften 2005 in Nowosibirsk, bei denen Schyntar 18. des Einzels wurde, 22. des Sprintrennens und mit Volha Lukashevich, Ksenija Sikunkowa und Ljudmila Kalintschyk Staffel-Sechste. Kurz zuvor bestritt sie in Antholz bei einem Einzel ihr einziges Rennen im Biathlon-Weltcup und erreichte den 62. Platz. Ihren größten Erfolg feierte Schyntar bei den Sommerbiathlon-Weltmeisterschaften 2006 in Ufa, wo sie mit Natallja Sakalowa, Aljaksandr Uszinau und Wital Perzau die Bronzemedaille im Crosslauf-Staffelrennen gewann. Im Crosslauf- wie auch im Skiroller-Sprint wurde sie Neunte, im Skiroller-Verfolgungsrennen Zehnte.

## Statistik

### Platzierungen im Biathlon-Weltcup
Die Tabelle zeigt alle Platzierungen (je nach Austragungsjahr einschließlich Olympische Spiele und Weltmeisterschaften).
- 1.–3. Platz: Anzahl der Podiumsplatzierungen
- Top 10: Anzahl der Platzierungen unter den ersten zehn (einschließlich Podium)
- Punkteränge: Anzahl der Platzierungen innerhalb der Punkteränge (einschließlich Podium und Top 10)
- Starts: Anzahl gelaufener Rennen in der jeweiligen Disziplin
- Staffel: inklusive Mixed- und Single-Mixed-Staffeln

| Platzierung         | Einzel | Sprint | Verfolgung | Massenstart | Staffel | Gesamt |
| ------------------- | ------ | ------ | ---------- | ----------- | ------- | ------ |
| 1. Platz            |        |        |            |             |         |        |
| 2. Platz            |        |        |            |             |         |        |
| 3. Platz            |        |        |            |             |         |        |
| Top 10              |        |        |            |             |         |        |
| Punkteränge         |        |        |            |             |         |        |
| Starts              | 1      |        |            |             |         | 1      |
| Stand: Karriereende |        |        |            |             |         |        |